# Air International Radio
Air International Radio (AIR) este un holding cu sediul central în Rolling Meadows, Illinois care se ocupă cu distribuția de produse wireless.
AIR s-a născut în anul 1989 ca o societate de distribuție Motorola.
A fost fondat de omul de afaceri de origine română Dorel Nasui, care a avut, împreună cu partenerul sau, un capital de pornire de 280.000 de dolari.
După un timp Dorel Nasui, actualul președinte și CEO al afacerii a răscumparat acțiunile partenerului său.
AIR este cel mai mare business de IT și comunicații din America al unui româno-american.
Holdingul AIR, care grupează peste 10 companii – distribuție, customer care, warehouse, service, are în prezent birouri în 50 de țări și afaceri anuale de peste 100 de milioane dolari, din care circa 6-7 milioane dolari vin din România.